# Каждое утро я умираю
«Каждое утро я умираю» (англ. Each Dawn I Die) — американский криминальный фильм режиссёра Уильяма Кили, который вышел на экраны в 1939 году.
Фильм рассказывает о репортёре Фрэнке Россе (Джеймс Кэгни), который ведёт разоблачительное расследование против коррумпированного окружного прокурора, за что его несправедливо обвиняют в убийстве и бросают в тюрьму. Там он сближается с матёрым гангстером Стейси Худом (Джордж Рафт), который просит помочь ему бежать, обещая взамен добиться выхода Росса на свободу «по закону». В конечном итоге, ценой своей жизни Стейси добивается разоблачения высокопоставленных преступников и освобождения Росса.
Это единственный фильм, в котором Джеймс Кэгни и Джордж Рафт вместе сыграли главные роли. До этого, в 1932 году Рафт появлялся в небольшой роли без упоминания в титрах в комедии «Такси!» (1932), где Кэгни исполнил главную роль.
Отмеченный стремительной режиссурой, и отличной игрой актёрского тандема Кэгни и Рафта, фильм имел огромный коммерческий успех и остаётся одним из любимых фильмов поклонников гангстерских фильмов Warner Bros, хотя современные критики и обращают внимание на несбалансированность и невероятность его истории.

## Сюжет
В округе Бэнтон журналист влиятельной городской газеты «Бэнтон Рекорд» Фрэнк Росс (Джеймс Кэгни) ведёт расследование в отношении коррумпированного окружного прокурора Джесси Хэнли (Тёрстон Холл), который баллотируется на должность губернатора штата. Пробравшись на территорию строительной компании «Бэнтон» Росс наблюдает сквозь окно, как Хэнли и его подручный Грэйс (Виктор Джори) сжигают в печи бухгалтерские книги и документы компании. На следующий день Росс докладывает о ходе расследования редактору газеты Паттерсону (Селмер Джексон), который поддерживает своего журналиста и соглашается опубликовать его статью о коррупционной связи строительной компании с прокурором, однако указывает Россу на отсутствие у того реальных доказательств, особенно, после уничтожения бухгалтерских документов. После публикации статьи разгневанный Хэнли звонит Паттерсону, угрожая засадить в тюрьму по обвинению в клевете тех, кто над ней работал. В тот же день около дверей редакции Росса останавливает группа вооружённых бандитов, заталкивая его в автомобиль. Росса лишают сознания, пересаживают за руль другого автомобиля, обливают виски и пускают автомобиль на полной скорости по улице. На перекрёстке машина, в которой сидит бесчувственный Росс, сталкивается с другим автомобилем. Росс отделывается легкими царапинами, а другой автомобиль переворачивается и сгорает, в результате чего гибнет три человека. Несмотря на возражения Росса, что он не был пьян и не управлял той машиной и что его подставили Хэнли и Грейс, суд быстро признаёт Росса виновным в непредумышленном убийстве и приговаривает к 20-летнему тюремному заключению. В поезде по дороге в тюрьму Роки Пойнт Росс знакомится с матёрым гангстером Стейси Худом (Джордж Рафт), который ввиду отсутствия в штате смертной казни приговорён к 199 годам тюрьмы. Между двумя заключёнными первоначально возникает напряжённость. В тюрьме оба оказываются в одной бригаде в цехе по переработке хлопка. Стейси, который сразу же сплотил вокруг себя группу уголовников, сообщают, что недавно в тюрьму был доставлен осуждённый за убийство Хромой Джулиан (Джо Даунинг), который когда-то пострадал от Стейси и затаил на него смертельную злобу. Заключённые страдают от жесткого надзирателя в цехе Пита Коссака (Джон Рэй), который использует Хромого как своего доносчика. Вскоре между Хромым и Стейси происходит стычка, в ходе которой Стейси ударом сбивает противника с ног, а когда тот разгоняется, чтобы отомстить, Росс ставит ему подножку, и Хромой падает к ногам Стейси. Так как за сценой наблюдают все заключённые, это повышает авторитет Росса и сближает его со Стейси. Вскоре, когда они умываются, Хромой из укрытия бросает в них нож, и они едва успевают увернуться. Вскоре в тюрьме появляется Хорёк Карлайл (Алан Бакстер), который вступает в союз с Хромым против Стейси. Тем временем по доносу Хромого за хранение запрещённого правилами нюхательного табака Стейси помещают в одиночную камеру, известную как «дыра». В дыре заключённых приковывают наручниками к решётке на восемь часов в сутки, дают раз в день хлеб и воду и лишают всех привилегий. Хромой говорит Хорьку, что разберётся со Стейси, когда тот вернётся в общую группу. Однако на следующий день после возвращения Стейси Росс видит, что тот раздобыл нож. На следующий день во время киносеанса кто-то убивает Хромого, воткнув ему нож в спину, что положительно воспринимают заключённые, считавшие Хромого предателем.
После четырёх месяцев, проведённых в тюрьме, Стейси говорит Россу, что не убивал Хромого, а отдал нож другому. Гангстер заявляет, что благодарен репортёру за то, что тот не рассказал тюремному начальству про нож, и обещает оказать ему ответную услугу. Далее Стейси сообщает, что собирается бежать из тюрьмы, и для этого просит, чтобы Росс донёс руководству тюрьмы, что видел у него нож и что он убил Хромого. Против Стейси выдвинут обвинение и доставят в зал суда, откуда тот организует свой побег. За эту услугу Стейси обещает, оказавшись на свободе, найти и наказать людей, которые подставили Росса. В тюрьме Росса навещает его возлюбленная Джойс Коновер (Джейн Брайан), которая тоже работает журналистской в «Бэнтон Рекорд». Она рассказывает, что весь редакционный коллектив бьётся за него, но пока безуспешно. Она привела мать Росса (Эмма Данн), которая принесла любимую еду сына. Однако расстроенный Росс не может ничего есть и уходит обратно в цех, после чего даёт согласие Стейси принять участие в его плане. Росс рассказывает гангстеру о своих подозрениях, что его подставил некто Шейк Эдвардс (Эбнер Биберман), которого он видел в ночь аварии и который выполняет тёмные дела для Хэнли. Стейси обещает после побега найти Шейка и вытащить Росса из тюрьмы «по закону». На очной ставке у начальника тюрьмы Армстронга (Джордж Бэнкрофт) Росс подтверждает, что Стейси готовил убийство Хромого, после чего Стейси набрасывается на Росса. Армстронг растаскивает их, считая вину Стейси таким образом доказанной. Накануне суда Росс тайно переправляет своим коллегам записку о предстоящем процессе, сообщая и о готовящемся побеге Стейси. Во время процесса зал заполняют журналисты с фотокамерами, которые ожидают сенсационных кадров побега. Как только Стейси вводят в зал и снимают с него наручники, он подбегает к окну и прыгает с третьего этажа вниз, где его поджидает медицинский фургон, под тентом которого уложены матрацы. Выбравшись из фургона, Стейси пересаживается в ожидающую его легковую машину и скрывается. Заподозрив Росса в соучастии в побеге, охранники надевают на него наручники, и в тюрьме приступают к систематическому избиению, рассчитывая выбить признательные показания, однако Росс молчит. Начальник тюрьмы прекращает избиения, однако, в качестве наказания помещает Росса в «дыру». Тем временем Хэнли становится губернатором штата, назначая председателем Комитета по условно-досрочному освобождению Грейса. Редактор Паттерсон полагает, что в таких условиях дело Росса проиграно, однако Джойс настаивает на том, что надо продолжать борьбу. Она находит Локхарта (Клэй Клемент), адвоката Стейси, требуя организовать ей встречу со скрывающимся гангстером. Джойс с завязанными глазами доставляют на квартиру, где располагается Стейси и его банда. Гангстер заявляет, что не будет помогать Россу, который обманул его, пригласив на процесс журналистов. Джойс обвиняет его в эгоизме, ведь Росса уже пять месяцев держат в «дыре», а он до сих пор не предал Стейси и ждёт от него обещанной помощи. Она говорит, что Росс — честный, добрый и порядочный человек, который пострадал за то, что боролся с продажными политиками и жестокими полицейскими, и потому Стейси обязан ему помочь. Проводив Джойс, Стейси поручает своим подручным найти Шейка Эдвардса. Джойс приезжает к Армстронгу, подтверждая, что Росс участвовал в подготовке побега Стейси, однако никогда в этом не сознается. В обмен на эту информацию Армстронг разрешает ей свидание с Россом, который за пять месяцев в одиночке зачерствел и озлобился. Он заявляет Армстронгу, что посвятил свою карьеру борьбе с преступностью, и за это сам оказался обвиняемым. Начальник тюрьмы сообщает Россу, что благодаря информации Джойс ему дадут облегчение по режиму, а через два месяца передадут его в дело в Комиссию по условно-досрочному освобождению. Росс возвращается на работу в цех, где Пит мучает и издевается над ослабевшим заключённым Ласситером (Луис Джин Хейдт), который в конце концов теряет сознание и вскоре умирает в тюремном госпитале, что ещё больше усиливает ненависть заключённых к надзирателю. Комитет по условно-досрочному освобождению под председательством Грейса отказывает Россу в удо, из чего следует, что как минимум следующие пять лет Росс проведёт в тюрьме.
Тем временем Стейси находит Шейка Эдвардса, который во время жёсткого допроса признаётся, что действовал по указанию Хорька Карлайла, которого Хэнли спрятал в ту же тюрьму. Несмотря на уговоры Локхарта Стейси решает вернуться в тюрьму, чтобы разоблачить Карлайла и обеспечить Россу легальный выход на свободу. Стейси самостоятельно приходит в тюрьму, где его сразу же отправляют в «дыру». Тем временем в тюрьме группа близких ему заключённых готовит побег, который должен произойти два дня спустя. Получив в тюках хлопка оружие, заключённые убивают Пита и поднимают бунт, пытаясь вырваться на волю. Россу предлагают бежать вместе со всеми, однако он отказывается и уговаривает остальных остановиться, считая побег смертельно опасной авантюрой. Тем не менее, заключённые вырываются в коридор, и, взяв заложники начальника тюрьмы и нескольких надзирателей, освобождают Стейси из одиночки. В тюрьме объявляется тревога. Начальство вызывает на помощь подразделения Национальной гвардии, которые открывают по сбежавшим заключённым шквальный огонь из автоматов и пулемётов, а также забрасывают их газовыми гранатами. Стейси приказывает закрыть в одной из камер Армстронга и группу надсмотрщиков. Затем, приведя Хорька Карлайла, Стейси принуждает его на глазах Армстронга сознаться в том, что это он нанял Шейки Эдвардса, чтобы подставить Росса. Далее Хорёк сознаётся в том, что Хэнли и Грейс заплатили ему за убийство Росса. Получив признание, Стейси просит Росса не благодарить его, так как его спасла девушка, а не он. Чтобы Хорёк не смог изменить показания, Стейси вместе с ним выходит под огонь военных, и их мгновенно убивают. Во время боя убивают и многих других заключённых, которые участвовали в побеге. Когда в помещение к Россу врываются военные, он поднимает вверх руки. Вскоре газеты выходят с сенсационными заголовками, что губернатор Хэнли обвиняется в убийстве, в Грейс проходит по делу как его сообщник. Полностью оправданный Росс выходит на свободу, где его встречает Джойс. Они обнимают и целуют друг друга, после чего Росс жмёт руку Армстронгу, который передаёт ему подарок от Стейси — фото с подписью: «Россу, честному парню». Росс и Джойс вместе покидают тюрьму.

## В ролях
- Джеймс Кэгни — Фрэнк Росс
- Джордж Рафт — «Худ» Стейси
- Джейн Брайан — Джойс Коновер
- Джордж Бэнкрофт — начальник тюрьмы Джон Армстронг
- Макси Розенблюм — заключённый Фарго Ред
- Стэнли Риджес — Мёллер
- Алан Бакстер — Хорёк Карлайл
- Виктор Джори — У. Дж. Грейс
- Джон Рэй — Пит Кэссок
- Эдвард Поли — Дейл
- Уиллард Робертсон — Ланг
- Эмма Данн — миссис Росс
- Пол Хёрст — Гарски
- Луис Джин Хейдт — Джо Лэсситер
- Джо Даунинг — Хромой Джулиан
- Тёрстон Холл — Джесси Хэнли
- Уильям Б. Дэвидсон — Билл Мейсон
- Клэй Клемент — Локхарт, адвокат Стейси
- Чарльз Траубридж — судья
- Гарри Кординг — Темпл

## История создания фильма
В 1938 году после приобретения прав на роман Джерома Одлама студия Warner Bros анонсировала, что главную роль в предстоящем фильме будет играть Джеймс Кэгни, а Эдвард Г. Робинсон рассматривался на роль второй звезды. Затем, по информации «Голливуд Репортер», Робинсона заменили на Джона Гарфилда, а в качестве режиссёра рассматривалась кандидатура Майкла Кёртиса. В конце концов, вместо Кёртиса в качестве режиссёра был назначен Уильям Кили, а Фред Макмюррей должен был заменить Гарфилда в роли репортёра, при этом Кэгни сыграл бы гангстера. После того, как кандидатура Макмюррея отпала, выбор пал на Джорджа Рафта. В соответствии с его амплуа Рафту отдали роль гангстера, а Кэгни в итоге стал репортёром. Это была первая картина Джорджа Рафта для студии Warner Bros. после завершения многолетнего контракта с Paramount.
Как написал историк кино Джей С. Стейнберг, Рафт был знаком с Кэгни с того времени, когда они оба были эстрадными танцорами, и в своё время Кэгни выторговал для него небольшую роль в фильме «Такси!» (1932). Кэгни всегда уважал Рафта как за его работу, так и за характер. Позднее Кэгни рассказывал биографу Дагу Уоррену: «Он был единственным по-настоящему крутым парнем, которого я знал в кинобизнесе. Он был действительно крут, даже не желая этого». Как отмечает Стейнберг, «многое было известно о связях Рафта с крутыми парнями за пределами кино, и, возможно, благодаря этой его репутации фильм получился таким, каким мы его знаем сегодня». В частности, в биографии Рафта 1974 года её автор Льюис Яблонски описал случай, как на стадии пост-продашна актёр встречался с профсоюзным рэкетиром Уилли Биоффом, который вымогал выплаты с глав студий в обмен на предотвращение «несчастных случаев» на съёмочной площадке. По словам Биоффа, «студия не хотела платить, и мы собирались заняться Кэгни… Мы уже всё подготовили, чтобы уронить на него лампу». Однако Биоффа попросили остановиться, потому что в этой картине был Рафт. По словам Стейнберга, «в дальнейшем Рафт вместе со студиями и судами работал над тем, чтобы вычистить коррупцию из кинопрофсоюзов».
Фильм стал одной из самых популярных и коммерчески успешных картин Warner Bros в 1939 году. Картина должна была принять участие в дебютном Каннском кинофестивале 1939 года, который был прерван и не состоялся в связи с началом Второй мировой войны.

## Оценка фильма критикой
Критика восприняла фильм позитивно. Так, современный историк кино Крейг Батлер написал, что «фильм захватывает с самого начала и редко сдаёт свои позиции. Это неистовый, полный экшна и стрельбы „попкорновый“ фильм, который доставляет чистое наслаждение (если, конечно, у вас нет отвращения к фильмам такого рода). При этом в нём нет чего-либо особенно оригинального, это хорошо знакомая история про „невинного человека, которого бросили в тюрьму“». Однако, по мнению Батлера, «отсутствие оригинальности в сюжете, месте действия и персонажах превращается в сильную сторону картины в руках режиссёра Уильяма Кили, сценаристов и актёров. Фильм богат на сильные реплики и лаконичные шутки, которые идеально и без лишних слов раскрывают образы персонажей. Все сценарные заготовки срабатывают очень хорошо благодаря чёткой, но острой режиссуре Кили. Режиссёр пребывает в великолепной форме, насыщая каждую сцену максимальным воздействием, но при этом знает, когда надо приглушить драматизм, чтобы дать необходимую передышку». Как полагает киновед, «вся работа режиссёра свелась бы к нулю без Кэгни и Рафта, которые блистают на экране. Рафт был рождён играть крутых бандитов такого типа — циничных негодяев, которые в конце показывает свою добрую сторону, и хотя они не дотягивает до благородства, но останавливается от него не очень далеко». А Кэгни просто «наэлектризован, пробивая свой путь сквозь жёсткие сцены и красиво смягчая игру, когда сценарий предоставляет ему такую возможность хотя бы наполовину». В итоге, как пишет Батлер, режиссёр и две его звезды «превращают просто хороший фильм в по-настоящему запоминающийся».
Как отметил Стейнберг, в начале 1930-х годов Кэгни впервые захватил умы кинозрителей с фильмом «Враг общества» (1931). Он и закрывает десятилетие, в котором господствовал, криминальной мелодрамой Warner Bros «Каждое утро я умираю» (1939), тюремной историей, которая была созвучна публике того времени. По словам киноведа, «многие сюжетные моменты ленты со временем устарели, а многие ходы казались невероятными уже тогда. Всё равно он держится на хорошем уровне, главным образом благодаря захватывающей игре своей звезды в роли несправедливо посаженного в тюрьму крутого парня, который ведёт изнурительную борьбу с безнадёжностью своего положения». Стейнберг также отмечает работу опытного режиссёра студии Уильяма Кили, который «передаёт историю в захватывающем темпе». Кроме того, по мнению критика, заслуживает быть отмеченной «хорошая работа знакомых актёров во второстепенных ролях, среди них Джордж Бэнкрофт в роли строгого начальника тюрьмы, который в конце концов покупается на искренность Росса, и Виктор Джори в роли марионетки в совете по помилованию. Актёры, составляющие колоритное сообщество воров, среди них Макси Розенблюм, Алан Бакстер и Луис Джин Хейдт, также хороши».
Кинокритик Пол Бреннер назвал фильм «не более чем очередным примером тюремных фильмов 1930-х годов», отметив при этом, что благодаря «блестящей игре Кэгни и быстрой и жёсткой постановке Кили, фильм проносится с грохотом, подобно экспрессу». Современный историк кино Деннис Шварц назвал картину «неправдоподобной, но доставляющей наслаждение рутинной криминальной драмой с участием Кэгни и Рафта». По его мнению, «этот фильм Warner Bros на социальную тематику сделан на сумбурный сценарий, с нечёткой моралью и нелепой кульминацией. Хотя трудно усомниться в искренности картины и энергичности постановки, и не восхититься зажигательной игрой Кэгни, однако всё равно фильм кажется слабоватым, несмотря на все его достоинства».